# 137
137（百三十七、ひゃくさんじゅうなな）は自然数、また整数において、136の次で138の前の数である。

## 性質
- 137は33番目の素数である。1つ前は131、次は139。
  - 約数の和は138。
- 137と139は11番目に小さな双子素数である。1つ前は(107, 109)、次は(149, 151)。
- 137 = 137 + 0 × ω (ωは1の虚立方根)
  - a + 0 × ω (a > 0) で表される18番目のアイゼンシュタイン素数である。1つ前は131、次は149。
- 13…37 の形の最小の素数である。次は13337。ただし挟まれた数は無くてもいいとすると最小は17。(オンライン整数列大辞典の数列 A177509)
- 末尾の2桁が37の2番目の素数である。1つ前は37、次は337。(オンライン整数列大辞典の数列 A244768)
- 137 = 27 + 9
  - n = 7 のときの 2n + 9 の値とみたとき1つ前は73、次は265。(オンライン整数列大辞典の数列 A188165)
    - 2n + 9 の形の6番目の素数である。1つ前は73、次は521。(オンライン整数列大辞典の数列 A104070)
- 1/137 = 0.00729927… (下線部は循環節で長さは8)
  - 逆数が循環小数になる数で循環節が8になる2番目の数である。1つ前は73、次は146。
- 円を中心角が約137.51°になるように2つに分けると、それらの扇形の面積比は黄金比となる。

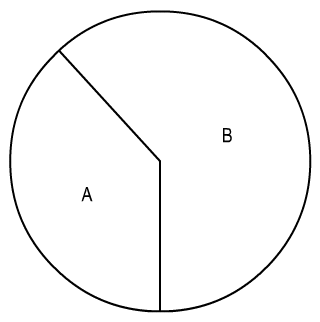
中心角137.51°でB/Aは黄金比

- 各位の和(数字和)が11になる11番目の数である。1つ前は128、次は146。
  - 各位の和が11になる数で素数になる4番目の数である。1つ前は83、次は173。(オンライン整数列大辞典の数列 A106754)
  - 各位の和(数字和)が n になる n 番目の数である。1つ前は109、次は165。
- 各位の平方和が59になる最小の数である。次は173。(オンライン整数列大辞典の数列 A003132)
  - 各位の平方和が n になる最小の数である。1つ前の58は37、次の60は1137。(オンライン整数列大辞典の数列 A055016)
- 各位の立方和が371になる最小の数である。次は173。(オンライン整数列大辞典の数列 A055012)
  - 各位の立方和が n になる最小の数である。1つ前の370は37、次の372は1137。(オンライン整数列大辞典の数列 A165370)
- 137 = 42 + 112
  - 異なる2つの平方数の和で表せる41番目の数である。1つ前は136、次は145。(オンライン整数列大辞典の数列 A004431)
- 137 = 12 + 62 + 102 = 32 + 82 + 82
  - 3つの平方数の和2通りで表せる29番目の数である。1つ前は132、次は138。(オンライン整数列大辞典の数列 A025322)
  - 137 = 12 + 62 + 102
    - 異なる3つの平方数の和1通りで表せる41番目の数である。1つ前は133、次は139。(オンライン整数列大辞典の数列 A025339)
- 137 = 13 + 23 + 43 + 43
  - 4つの正の数の立方数の和で表せる28番目の数である。1つ前は135、次は142。(オンライン整数列大辞典の数列 A003327)

## その他137に関連すること
- 西暦137年
- 微細構造定数の逆数は137に非常に近い。
- ハッブル時間（宇宙の年齢にほぼ等しい）は約137億年である。
- ハッブル距離（宇宙の地平線までの距離にほぼ等しい）は約137億光年である。
- セシウム137はSLICやガンマ線源に使われる人工放射性核種。
- 理論上存在しうると考えられる最後の元素（ウントリセプチウム）の原子番号。
- 年始から数えて137日目は5月17日、閏年は5月16日。
- 第137代ローマ教皇はヨハネス15世（在位：985年～996年）である。